# ویرژیل (شخصیت داستانی)
ویرژیل یکی از شخصیتهای اصلی مجموعه کمدی الهی اثر دانته آلیگری است. این شخصیت به دانته کمک می‌کند که از دوزخ عبور کرده و دانته را تا نیمه راه برزخ همراهی می‌کند. ویرژیل در واقعیت از بزرگترین شاعران روم باستان بوده است. در این کتاب ویرژیل نمادی از عقل سلیم است. از نیمه راه برزخ تا بهشت، دانته توسط بئاتریس (که معشوقه او در دنیای واقعی نیز بوده) راهنمایی می‌شود.